# 三舌合耳菊
三舌合耳菊（学名：Synotis triligulatus）为菊科合耳菊属的植物。分布于缅甸、印度、泰国、不丹、尼泊尔以及中国大陆的云南、西藏等地，生长于海拔1,200米至2,100米的地区，见于森林及灌丛中，目前尚未由人工引种栽培。

## 别名
三舌千里光（云南种子植物名录）、三舌尾药菊

## 异名
- Senecio triligulatus Buch.-Ham. ex D. Don